# Mets Mantash
Mets Mantash là một đô thị thuộc tỉnh Shirak, Armenia. Dân số ước tính năm 2011 là 2521 người.